# いつかグリーンパラダイス
『いつかグリーンパラダイス』（いつかグリーンパラダイス）は、竹田真理子による日本の漫画作品。

## 概要
『なかよし』（講談社）において、1986年から1987年まで連載された。

## 書誌情報
竹田真理子 『いつかグリーンパラダイス』 講談社〈講談社コミックスなかよし〉、全2巻
- 1巻、1986年9月6日発行、ISBN 4-06-178548-6
- 2巻、1987年1月6日発行、ISBN 4-06-178559-1